# Mirela Pasca
Mirela Pasca (Baia Mare, Rumania, 19 de febrero de 1975) es una gimnasta artística rumana, subcampeona olímpica en 1992 en el concurso por equipos.

## Carrera deportiva
En el Mundial de Indianápolis 1991 gana el bronce en el concurso por equipos —tras la Unión Soviética y Estados Unidos—.
En los JJ. OO. de Barcelona (España) 1992 gana la plata en equipo, tras el Equipo Unificado y por delante de Estados Unidos (bronce), siendo sus compañeras de equipo: Cristina Bontaş, Gina Gogean, Vanda Hădărean, Lavinia Miloşovici y Maria Neculiţă.
Además en el Mundial de París 1992 gana el bronce en asimétricas, tras su compatriota Lavinia Milosovici y la estadounidense Betty Okino (plata).